# ハイマン・ブレス
ハイマン・ブレス（Hyman Bress, 1931年1月30日 - 1995年10月30日）は、南アフリカ共和国出身のカナダのヴァイオリニスト。
ケープタウンに生まれ、幼少時に父親からヴァイオリンの手ほどきを受けた。9歳のときに地元のオーケストラと競演してデビューを果たし、1946年に渡米した。アメリカではカーティス音楽院に在学し、1951年までイヴァン・ガラミアンに師事した。1951年からモントリオールに住み、1953年から弦楽四重奏団を結成し、1963年まで室内楽を中心に活動を展開した。1958年から1シーズンのみモントリオール交響楽団のコンサート・マスターを務め、この頃からカナダ在住の作曲家たちのヴァイオリン音楽の初演に熱心に取り組んでいた。アメリカやヨーロッパ各地で活発な演奏活動を展開したが、1980年代に精神病に罹り、演奏活動が激減してしまった。
モントリオールで死去。